# السوورث (نبراسکا)
السوورث (به انگلیسی: Ellsworth) یک منطقهٔ مسکونی در ایالات متحده آمریکا است که در شهرستان شریدن، نبراسکا واقع شده‌است. السوورث ۹۲٫۳ کیلومتر مربع مساحت و ۳۲ نفر جمعیت دارد و ۵۸۱ متر بالاتر از سطح دریا واقع شده‌است.